# Greenwood (British Columbia)
Greenwood ist eine Stadt im Regionaldistrikt Kootenay Boundary in British Columbia in der Nähe von Rock Creek und Grand Forks. Die kleine Gemeinde liegt am Highway 3, einem Teilabschnitt des Crowsnest Highway.

## Geographie
In der Nähe des Ortes liegen die Boundary Falls am Boundary Creek. Nahe der Ansiedlung liegen der Boundary Creek Provincial Park sowie der Jewel Lake Provincial Park. Außerdem gibt es den Trans Canada Trail und den Dewdney Trail in der Nähe.

## Geschichte
Greenwood entstand 1897 während eines Goldrauschs und zählte früher zu den Hauptorten des Boundary Country. 1897 bekam der Ort auch Stadtrecht zuerkannt (incorporated als City of Greenwood) und behielt es, obwohl die Einwohnerzahl stark sank. Greenwood gehört zu den ältesten 25 Gemeinden in British Columbia, die alle bereits vor 1900 offiziell gegründet wurden. 1921 wurde ein Staudamm an den Boundary Falls zur Stromversorgung von Greenwood gebaut.
Als während des Zweiten Weltkrieges die Internierung von japanischstämmigen Kanadiern erfolgte, war die Gemeinde einer der Orte die dafür ausgewählt wurden.

## Demographie
Der Zensus im Jahr 2011 ergab für die Gemeinde eine Bevölkerungszahl von 708 Einwohnern. Die Bevölkerung der Stadt hatte dabei im Vergleich zum Zensus von 2006 um 13,8 % zugenommen, während die Bevölkerung in der Provinz Britisch Columbia gleichzeitig um 7,0 % anwuchs.

## Bildung
Im Ort gibt es die Grundschule Greenwood Elementary School.

## Sonstiges
In Greenwood wurde u. a. der Film Schnee, der auf Zedern fällt gedreht. Dort spielt auch die Fernsehdokumentation über den indianischen bildenden Künstler Seven Deers und seine Frau, die Schriftstellerin Sanna Seven Deers; arte, Erstsendung 10. Oktober 2014.